# Mesta železniških postaj
Mesta železniških postaj je osmi studijski album slovenske pop rock skupine Avtomobili. Izšel je leta 2006 pri ZKP RTV Slovenija. Album je nastal po šestletnem premoru, v katerem je prišlo do sprememb v zasedbi. Vlogo basista je prevzel David Šuligoj (s katerim je skupina sodelovala že v prejšnjem desetletju), tako da je Marko Vuksanović postal le vokalist. Skupino je zapustil tudi bobnar Lucijan Kodermac, ki ga je nadomestil Marko Lasić.

## Kritični odziv
Kritični odziv na album je bil mešan.
V Mladini je Miha Štamcar skupini očital, da so obtičali v preteklosti, rekoč: »Goriški družinski bend, ki mu res ne moremo očitati tehničnega neznanja, se naslanja na vzorce z začetka osemdesetih let, ki so ga katapultirali v vrh slovenska popa. Pa tam fantje niso dolgo ostali, ker so imeli premalo uspešnic in ker so bili premalo atraktivni vobče.« Podobno je menil tudi Dušan Jesih za MMC RTV-SLO, ki je napisal: »Avtomobili so že zdavnaj odpeljali svoje najboljše kroge, kljub temu pa, presenetljivo, še vedno vztrajajo na domači glasbeni sceni.« Nasprotno pa je trdil Aleš Podbrežnik v recenziji na portalu Rockline, ki je bil prepričan, da »album Mesta železniških postaj sodi med najimenitnejše stvaritve skupine, prav tako pa med najimenitnejše trenutke v zgodovini slovenskega rocka«.

## Seznam pesmi
Vso glasbo je napisal Mirko Vuksanović, vsa besedila pa Marko Vuksanović.
1. "Prihaja moj dan" – 4:37
2. "April" – 4:13
3. "Gorica" – 5:17
4. "Obsedela sva sama" – 4:22
5. "V teh mrzlih jutrih" – 3:52
6. "V jadrih" – 3:18
7. "Nocoj" – 4:15
8. "Nekaj let" – 4:16
9. "Proti luni" – 3:56
10. "Pod tvojo obleko" – 3:22
11. "Ko pride čas" – 4:26
12. "Oblaki" – 5:13

## Zasedba
Avtomobili
- Marko Vuksanović — glavni vokal
- Mirko Vuksanović — klaviature
- Alan Jakin — kitara
- David Šuligoj — bas kitara, spremljevalni vokal
- Marko Lasić — bobni

Gostujoči glasbeniki
- Lucijan Kodermac — bobni
- Sergej Ranđelović — bobni
- Primož Fleischman — saksofon
- David Jarh — trobenta